# Incidente em Antares (minissérie)
Incidente em Antares é uma minissérie brasileira produzida e exibida pela TV Globo de 29 de novembro a 16 de dezembro de 1994, em 12 capítulos.
Escrita por Charles Peixoto e Nelson Nadotti, é baseada no romance homônimo de Érico Veríssimo, tendo a direção geral de Paulo José e Nelson Nadotti, com direção de núcleo de Carlos Manga e Paulo José.

## Sinopse
Na fictícia cidade de Antares, no sul do Brasil, é apresentado o progressivo acomodamento das duas facções (os Campolargo e os Vacariano) às oscilações da política nacional e a união de ambas em face da ameaça comunista, como é conhecida pelos senhores da cidade, a classe operária que reivindica seus direitos.
Em meio a uma greve geral, sete mortos que falecem no mesmo dia são impedidos de ser enterrados, sendo eles:
1. Quitéria Campolargo (Fernanda Montenegro), a matriarca da cidade, que morreu do coração
2. O sapateiro anarquista Barcelona (Elias Gleiser), também vítima de um ataque cardíaco;
3. O influente advogado Cícero Branco (Paulo Betti), que morreu de AVC (acidente vascular cerebral, vulgarmente chamado de "derrame"). Paulo Betti foi caracterizado com uma enorme mancha de sangue coagulado no lado direito do seu rosto, para o personagem parecer mais real;
4. O pacifista João Paz (Diogo Vilela), que foi torturado pela polícia;
5. O alcoólatra Pudim de Cachaça (Gianfrancesco Guarnieri), envenenado pela mulher;
6. O pianista Menandro Olinda (Ruy Rezende), gravemente deprimido, que se suicidou cortando os pulsos;
7. A prostituta Erotildes "de Tal" (Marília Pêra), vítima de tuberculose.

Os coveiros se negam a efetuar o enterro, a fim de aumentar a pressão sobre os patrões. Rebelados, os sete defuntos vão para o centro da cidade pedindo o enterro. Enquanto isso não acontece, e passando por cima do pânico causado pelo retorno, começam a contar todos os podres da cidade, desde os políticos, envolvendo as personalidades, até os devaneios sexuais dos moradores. O coreto da cidade foi utilizado como um palanque onde os mortos se encontram e começam seus discursos inflamados. Como os personagens são cadáveres, livres, portanto, das pressões sociais, podem criticar violentamente a sociedade.

## Elenco
| Interprete               | Personagem                 |
| ------------------------ | -------------------------- |
| Fernanda Montenegro      | Quitéria Campolargo        |
| Paulo Goulart            | Cel. Tibério Vacariano     |
| Regina Duarte            | Shirley Teresinha          |
| Paulo Betti              | Cícero Branco              |
| Diogo Vilela             | João Paz                   |
| Cláudio Corrêa e Castro  | Prefeito Vivaldino Brasão  |
| Valéria Monteiro         | Valentina Bins (Vic)       |
| Gianfrancesco Guarnieri  | Pudim de Cachaça           |
| Carlos Eduardo Dolabella | Quintiliano do Vale        |
| Alexandre Borges         | Padre Pedro Paulo          |
| Elias Gleizer            | Barcelona                  |
| Mauro Mendonça           | Geminiano Ramos            |
| Giovanna Gold            | Rita Benson                |
| Ruy Rezende              | Menandro Olinda            |
| Eliane Giardini          | Eleutéria Branco           |
| Flávio Migliaccio        | Padre Gerôncio Albuquerque |
| Nani Venâncio            | Cléo                       |
| Eva Todor                | Venusta                    |
| Oswaldo Loureiro         | Delegado Inocêncio Pigarço |
| Luís Salém               | Lucas Faia                 |
| Sílvia Salgado           | Cecilinha Campolargo       |
| Ivan Cândido             | Dr. Lázaro Bertioga        |
| Aracy Cardoso            | Natalina                   |
| Alexandra Marzo          | Estudante                  |
| Paulo Goulart Filho      | Xisto Vacariano Neto       |
| Carla Daniel             | Lavinha Campolargo         |
| Ênio Santos              | Aristarco Belaguarda       |

### Participações especiais
| Interprete   | Personagem             |
| ------------ | ---------------------- |
| Betty Faria  | Rosinha                |
| Nicete Bruno | Lanja Vacariano        |
| Marília Pêra | Erotildes da Conceição |